# 赵岚
赵岚（1919年12月—2017年5月1日），原名赵城璧，山西省岢岚县人，中华人民共和国政治人物。

## 生平
1936年冬参加革命。1939年，加入中国共产党，起先后任晋察冀一分区党总支书记，晋绥三分区武工队负责人、敌区工委书记等。1945年，起先后在辽宁、辽西、辽北、辽吉省委任省委秘书处长、省委土改工作团副团长、东盟前旗工委书记，白城子县委副书记兼县长、嫩江省嫩南分委委员兼省政府办事处副主任，齐齐哈尔市委委员兼副市长，沈阳冶炼厂厂长兼党委书记等。1951年，任东北工业部计划处副处长。次年，历任中华人民共和国重工业部计划司副司长，冶金工业部计划司司长。文化大革命受批判。1976年，历任冶金工业部党的核心小组成员、生产办公室负责人，部革委会副主任等。1977年，任冶金工业部副部长。1995年离休。2017年5月1日去世。